# 楊宗保
楊宗保是楊家將小說、戲曲及民間傳說中人物。他是楊延昭與柴郡主之子，穆桂英的丈夫及楊文廣之父。

## 歷史考證
根據《宋史》所載，楊文廣是楊延昭的兒子而不是他的孫兒，《宋史》中也沒有出現楊宗保這個人物。在《隆平集》這本歷史著作中，雖提及楊延昭另外兩位兒子的名稱，但也找不到楊宗保這個名字。然而，有兩本倖存的族譜均記載楊宗保為楊延昭三個兒子的其中一位。這兩本族譜一本來自代縣，另一本來自原平市，均座落於山西省，即楊家將的原居地。
另外河南省新安縣曾于1985年出土一塊停靈碑，碑文記述了楊令公在此停靈的經過：「北宋朝楊令公之丘陵也。有女孫楊宗保感祖之義，居廬於此，遂人道而為觀焉。」若按此说法，杨宗保实为女性，为杨业之孙女。惟其为孤证，尚存疑问。

## 主要事跡
在小說中，楊宗保為破天門陣，特意到穆柯寨取降龍木，但為寨主之女穆桂英所擒。後來，穆桂英主動提親，兩人因此結為夫婦，並共破天門陣。其後在穆桂英掛帥詐死，讓通敵的奸臣王慶龍上鉤。
楊宗保在父親過世後代其鎮守邊關。
在一場出征西夏的戰役，楊宗保中箭身亡，死時只有24歲。這引致及後有穆桂英十二寡婦征西的故事。